# Pontsko gorje
Pontsko gorje (tur. Kuzey Anadolu Dağları) planinski je lanac u sjeverozapadnom dijelu Turske do granice s Gruzijom. Proteže se duž crnomorske obale dužinom od oko 1,000 km između ušća rijeka Ješiljirmak na zapadu i Čoroh na istoku (ušće kod Batumija u Gruziji), maksimalne širine do 130 km.
Ime potječe od grčkog imena za Crno more - Pontos (grč. Ποντιακά). Sastavljeno je od nekoliko paralelnih planinskih lanaca međusobno razdvojenih uzdužnim dolinama i klisurama. Rijekom Kizil Irmak podijeljeno je na dva dijela: niži zapadni (dužine oko 500 km, visine do 2,600 m) i viši istočni dio. Nadmorska visina raste od zapada (2,000 — 2,500m) prema istoku do maksimalnih 3,931 metara na najvišem vrhu Kačkar Dagi.
Zapadni dijelovi izgrađeni su od pješčenjaka, andezita, vapnenca i metamorfnih stijena, dok na istoku dominiraju graniti, gnajsevi, škriljevci i vulkanske stijene. Na sjeveru strmo se spuštaju prema morskoj obali ostavljajući usku primorsku nizinu širine svega 5—10 km. Priobalne ravnice nešto su šire jedino uz ušća rijeka: Kizil Irmak, Ješil Irmak i Sakarija (60 do 70 km). Prema jugu i jugozapadu postupno se spuštaju prema nižim dijelovima Armenske i Anatolijske visoravni.
Rudno bogatstvo ogleda se u zalihama bakra i polimetaličnih ruda u Murgulskom bazenu na istoku, te ležištima kamenog ugljena u zapadnom dijelu.
Sjeverni obronci znatno su vlažniji od južnih s oko 2—3,000 mm godišnje padalina. Obrasli su listopadnim šumama hrasta, bukve i graba koje postupno prelaze u mješovite, a potom i šume četinjača i planinske livade. U zapadnim dijelovima dominira vegetacija makije. Južne padine znatno su suše i u nižim dijelovima obrasle trnovitim grmljem, koje postupno prelazi u mješovite šume u višim dijelovima planine. Ravnice u podnožju i kotline gusto su naseljene i u potpunosti kultivirane.

## Galerija
- Krajolik Pontskog gorja.
- Manastir Sumela na Pontskom gorju.
- Plato Pokut na Pontskom gorju.
- Pontsko gorje blizu grada Trabzona.